# Consuelo Lacusong
Consuelo Salibio Lacusong (ur. 1947, zm. w marcu 2005) – filipińska lekkoatletka, kulomiotka.
22 czerwca 1975 w Cebu City ustanowiła niepobity do dziś rekord kraju w pchnięciu kulą, wynoszący 13,92 m.
Jest trzykrotną medalistką igrzysk Azji Południowo-Wschodniej. W 1977 i 1983 zdobywała srebro, a w 1981 wywalczyła brąz z wynikiem 12,92 m.
Po zakończeniu kariery podjęła pracę biurową w Fort Bonifacio. Z powodu cukrzycy amputowano jej nogę. Jej przyjaciołom udało się zebrać pieniądze na protezę, dzięki czemu Lacusong mogła utrzymać stanowisko.
Była mężatką. Z Manuelem miała dwoje dzieci. Zmarła w marcu 2005 w wieku 58 lat.